# Festa della Repubblica Italiana
La Festa della Repubblica è una festa nazionale italiana istituita per ricordare la nascita della Repubblica Italiana. Si festeggia ogni anno il 2 giugno, data del referendum istituzionale del 1946, con la celebrazione principale che avviene a Roma. La Festa della Repubblica è uno dei simboli patri italiani.
Il cerimoniale della manifestazione organizzata a Roma comprende la deposizione di una corona d'alloro in omaggio al Milite Ignoto all'Altare della Patria da parte del Presidente della Repubblica Italiana e una parata militare lungo via dei Fori Imperiali.

## Storia

### Referendum del 1946

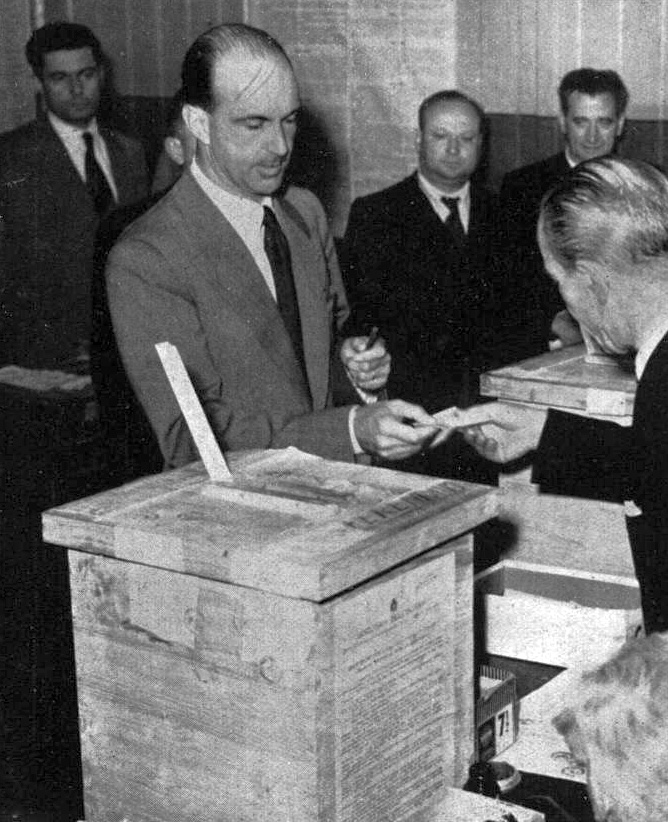
Umberto II di Savoia, ultimo re d'Italia, al voto per il referendum

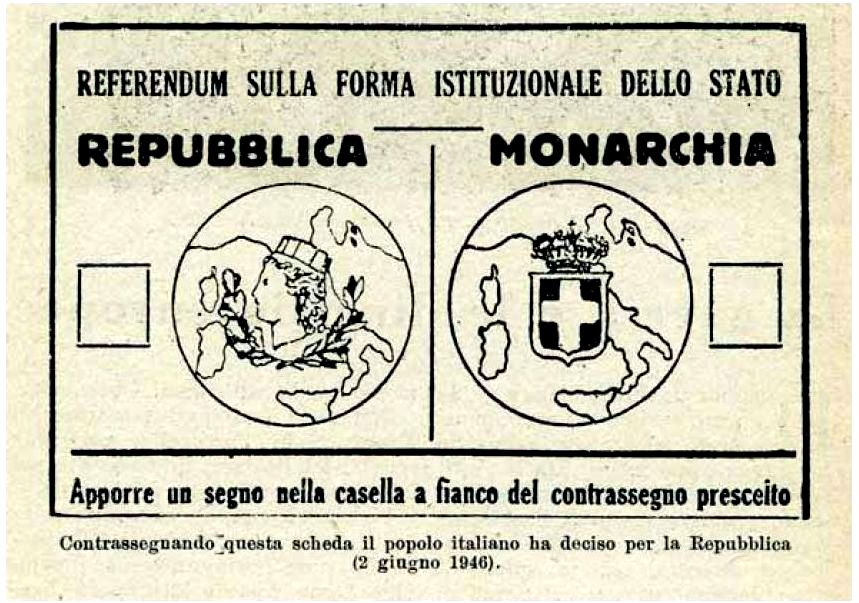
Scheda del referendum istituzionale del 2 e 3 giugno 1946

Il 2 e il 3 giugno del 1946 si tenne il referendum istituzionale con il quale gli italiani vennero chiamati alle urne per decidere quale forma di Stato – monarchia o repubblica – dare al Paese. Il referendum fu indetto al termine della seconda guerra mondiale, qualche anno dopo la caduta del fascismo, il regime dittatoriale che era stato lasciato agire da Casa Savoia - anche con vivo sostegno da parte dei suoi membri - per più di 20 anni.
I sostenitori della repubblica scelsero il simbolo dell'Italia turrita, personificazione nazionale dell'Italia, impiegato nella campagna elettorale e sulla scheda del referendum sulla forma istituzionale dello Stato, in contrapposizione allo stemma sabaudo che rappresentava invece la monarchia. Ciò scatenò varie polemiche, visto che l'iconografia della personificazione allegorica dell'Italia aveva, e ha tuttora, un significato universale e unificante che avrebbe dovuto essere comune a tutti gli italiani e non solo a una parte di loro. Questa fu anche l'ultima apparizione in ambito istituzionale dell'Italia turrita.

Differenza in punti percentuali tra i voti per la Repubblica e quelli per la Monarchia (il rosso/arancione indica la prevalenza della scelta monarchica). Premere sull'immagine per [ aprire il file SVG interattivo] con i dati

Il referendum istituzionale fu inoltre la prima votazione a suffragio universale indetta in Italia. Il risultato della consultazione popolare, 12 717 923 voti per la repubblica e 10 719 284 per la monarchia (con una percentuale, rispettivamente, di 54,3% e 45,7%), venne comunicato il 10 giugno 1946; il 18 giugno la Corte di cassazione, dopo 85 anni di regno, sancì la nascita della Repubblica Italiana.
Il re d'Italia Umberto II di Savoia, per evitare che gli scontri tra monarchici e repubblicani, manifestatisi già con fatti di sangue in varie città italiane, si potessero estendere in tutto il Paese, decise di lasciare l'Italia e il 13 giugno andò in esilio in Portogallo. Dal 1º gennaio 1948, con l'entrata in vigore della Costituzione della Repubblica, fu proibito ai discendenti maschi di Umberto II di Savoia l'ingresso in Italia; tale disposizione fu abrogata nel 2002.
L'11 giugno 1946, primo giorno dell'Italia repubblicana, venne dichiarato giorno festivo.

### Foto simbolo

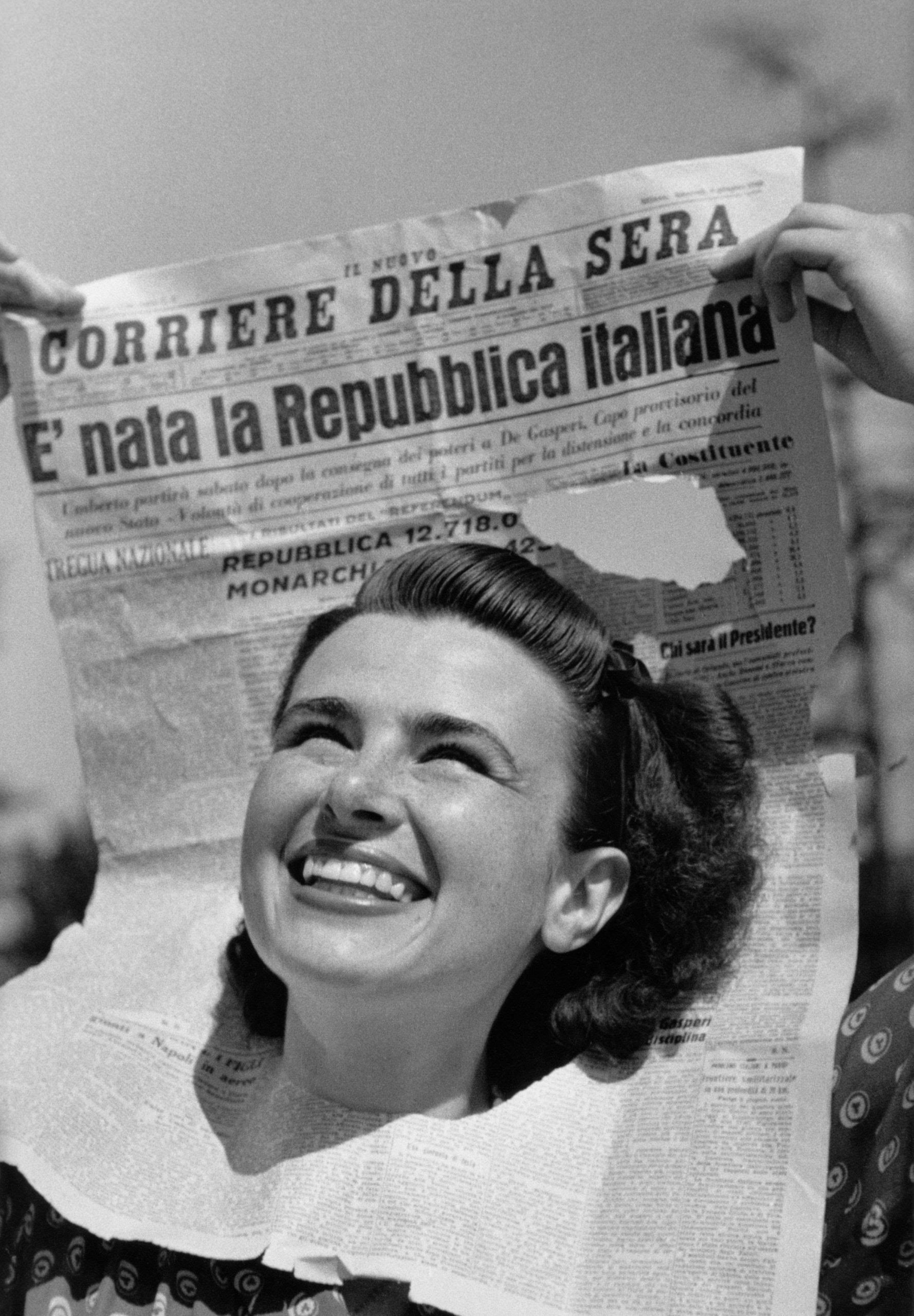
La foto

La foto, divenuta in seguito "simbolo" dei festeggiamenti per l'esito del referendum, ritrae il volto di una giovane donna che sbuca da una copia de Il Nuovo Corriere della Sera del 6 giugno 1946 con il titolo «È nata la Repubblica Italiana».
La foto fu scattata da Federico Patellani per il settimanale Tempo (n. 22, 15-22 giugno 1946) come parte di un servizio fotografico celebrativo della Repubblica e del nuovo ruolo della donna; fu proposta anche in prima pagina dallo stesso Corriere della Sera e in seguito riutilizzata in moltissime campagne e manifesti. L'originale è conservato presso il Museo di fotografia contemporanea.
Solo nel 2016 la donna fu identificata come Anna Iberti (1922-1997).

### Celebrazioni successive

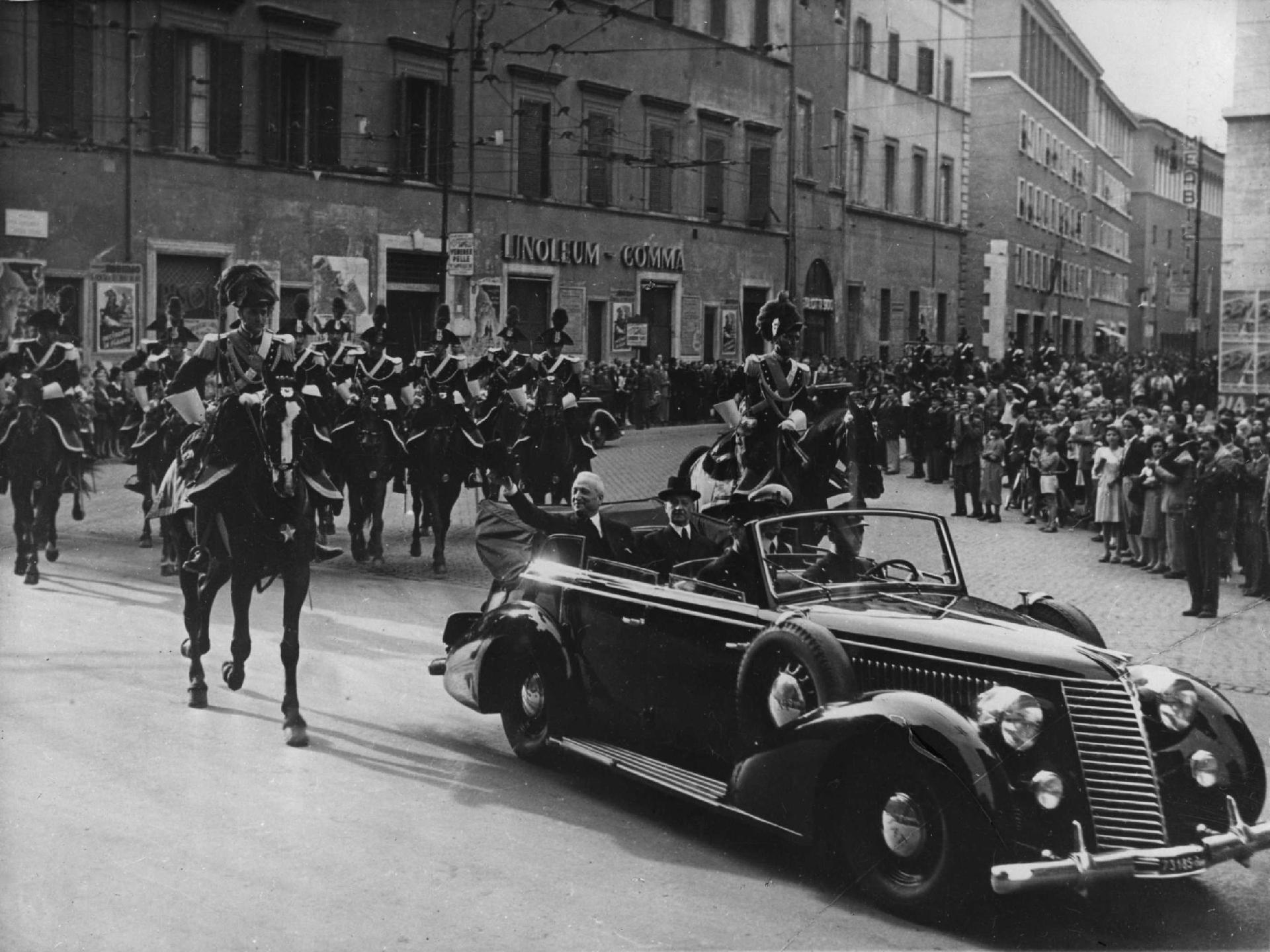
Il capo provvisorio dello Stato Enrico De Nicola saluta la folla, 2 giugno 1947.

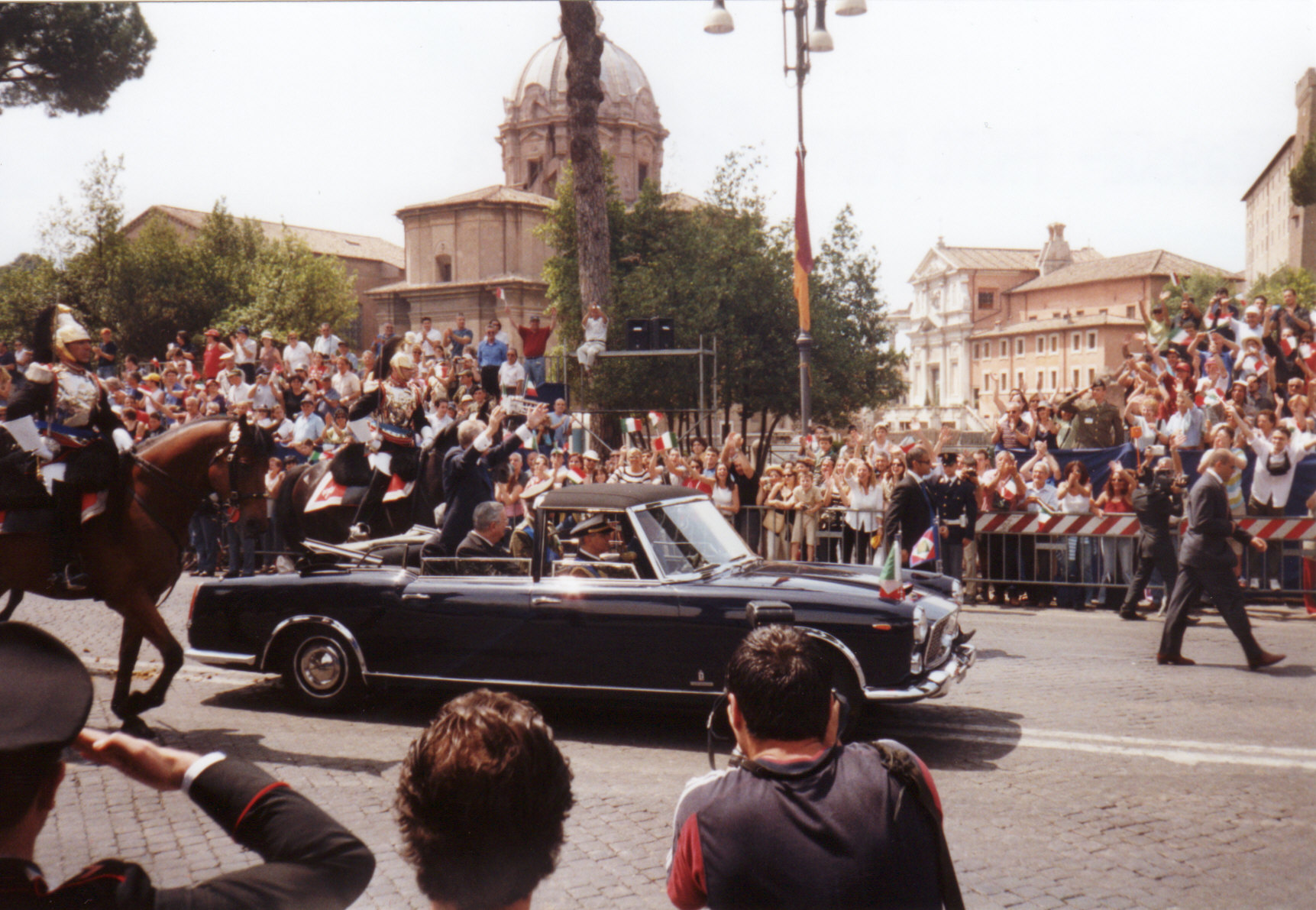
Il Presidente della Repubblica Carlo Azeglio Ciampi alla parata del 2 giugno 2002.

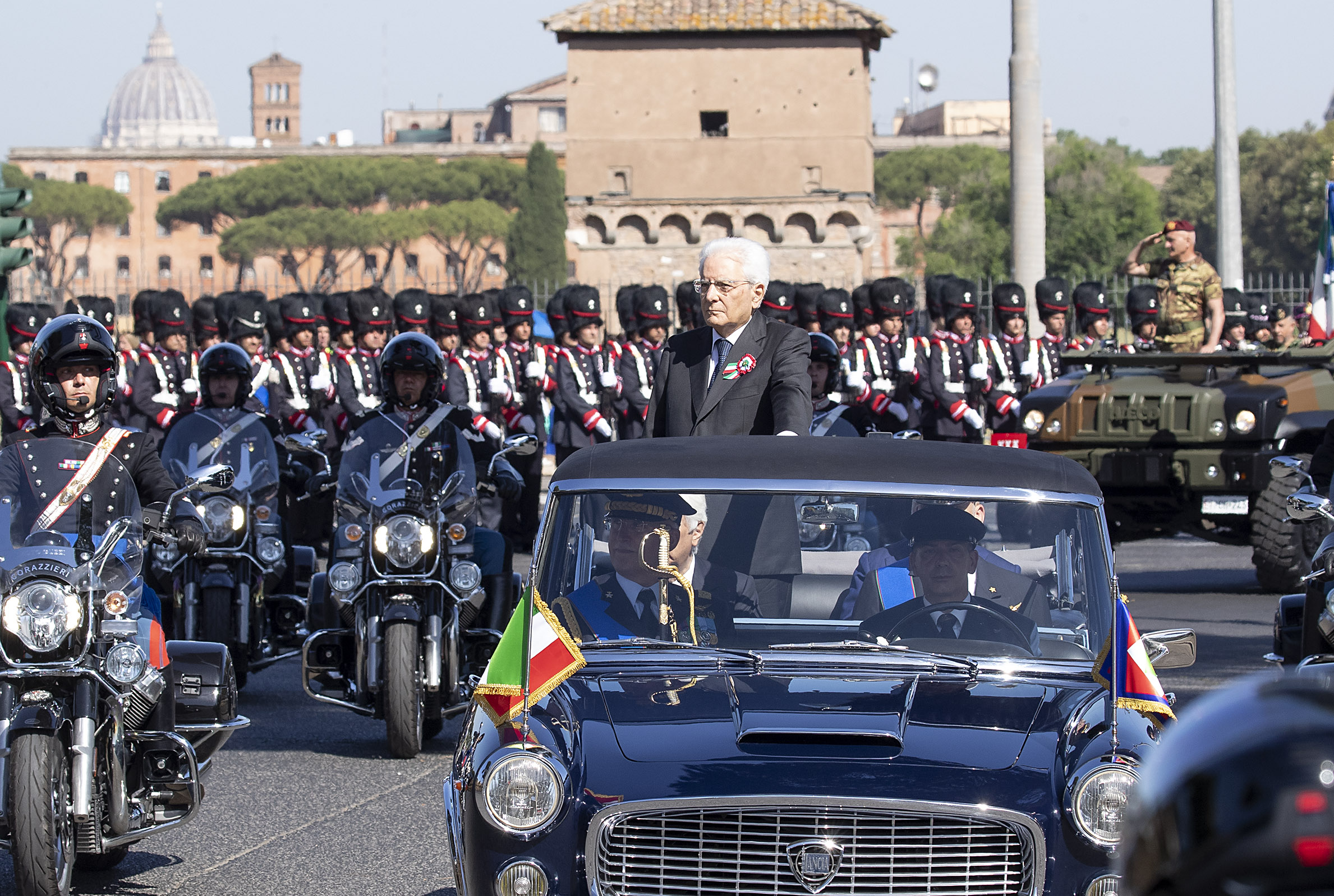
Il presidente Sergio Mattarella mentre passa in rassegna le formazioni schierate per la rivista militare sulla Lancia Flaminia presidenziale il 2 giugno 2022.

Il 2 giugno si celebra la nascita della nazione moderna in maniera simile al 14 luglio francese (anniversario della presa della Bastiglia) e al 4 luglio statunitense (anniversario della dichiarazione d'indipendenza dalla Gran Bretagna). Il 17 marzo si festeggia invece l'Unità d'Italia e la nascita dello Stato italiano, in onore della proclamazione del Regno d'Italia. Prima della nascita della repubblica, la giornata celebrativa nazionale del Regno d'Italia era la festa dello Statuto Albertino, che si teneva nella prima domenica di giugno.
La prima celebrazione della Festa della Repubblica avvenne il 2 giugno 1947, mentre nel 1948 si ebbe la prima parata militare in via dei Fori Imperiali a Roma; il 2 giugno fu definitivamente dichiarato festa nazionale nel 1949. Nell'occasione il cerimoniale comprese la rivista militare delle forze armate da parte del Presidente della Repubblica Italiana; la manifestazione avvenne in piazza Venezia, di fronte al Vittoriano. Dopo la deposizione della corona d'alloro al Milite Ignoto da parte del Presidente della Repubblica Luigi Einaudi, gli stendardi delle forze armate abbandonarono la formazione, percorsero la scalinata del monumento e resero omaggio al presidente.
Nel 1949, con l'ingresso dell'Italia nella NATO, si svolsero dieci celebrazioni in contemporanea in tutto il Paese: nell'occasione, per rimarcare il legame della neonata repubblica con il mazzinianesimo, corrente del Risorgimento che faceva capo a Giuseppe Mazzini, fervente repubblicano, fu inaugurato nell'attuale piazzale Ugo La Malfa a Roma un monumento celebrativo in memoria del patriota genovese, davanti al quale si svolse la manifestazione principale della Festa della Repubblica.
Nel 1961 la celebrazione principale della Festa della Repubblica non ebbe luogo a Roma, ma a Torino, prima capitale dell'Italia unita. Torino fu capitale d'Italia dal 1861 al 1865, seguita da Firenze (1865-1871) e infine da Roma, che ne è capitale dal 1871. Nel 1961, infatti, si celebrava anche il centenario dell'Unità d'Italia (1861-1961). Nel 1963 la manifestazione non si tenne nella giornata del 2 giugno in segno di rispetto per le condizioni di salute critiche di papa Giovanni XXIII (deceduto il giorno dopo) e venne rinviata al 4 novembre, in contemporanea alla Giornata dell'Unità Nazionale e delle Forze Armate.
Nel 1965 alla celebrazione principale di Roma parteciparono anche gli stendardi delle unità militari soppresse che presero parte alla prima guerra mondiale; in quell'anno infatti si commemorava anche il cinquantesimo anniversario dell'entrata dell'Italia nel primo conflitto mondiale. Nello specifico, l'Italia incominciò ufficialmente le operazioni militari nella prima guerra mondiale il 24 maggio 1915, con un primo colpo di cannone sparato dal Forte Verena, sull'altopiano di Asiago, verso le fortezze austriache situate sulla Piana di Vezzena: ai primi fanti del Regio Esercito che varcarono il confine è dedicata la prima strofa de La canzone del Piave.
A causa della grave crisi economica che attanagliava l'Italia negli anni 1970, al fine di contenere i costi statali e sociali, con legge n. 54 del 5 marzo 1977 la Festa della Repubblica fu resa "festa mobile" e spostata alla prima domenica di giugno, con la conseguente soppressione del 2 giugno come giorno festivo a essa collegato. Dal 2001, su impulso del Presidente della Repubblica Carlo Azeglio Ciampi, che fu protagonista, all'inizio del XXI secolo, di una più generale azione di valorizzazione dei simboli patri italiani, la Festa della Repubblica riassunse la sua collocazione tradizionale del 2 giugno, che ritornò così a essere giorno festivo a tutti gli effetti.
Nel 2018, alla celebrazione principale di Roma, hanno partecipato anche le bandiere e gli stendardi delle unità militari attive e soppresse che presero parte alla prima guerra mondiale; in quell'anno infatti si commemorava anche il centesimo anniversario della vittoria dell'Italia sull'Austria-Ungheria nel primo conflitto mondiale, avvenuta il 4 novembre 1918.
Nel 2020 la celebrazione e il discorso del Presidente della Repubblica Sergio Mattarella si sono tenuti a Codogno, comune dove poco più di tre mesi prima si era registrato il primo focolaio accertato della pandemia di COVID-19 in Italia.

## Cerimoniale

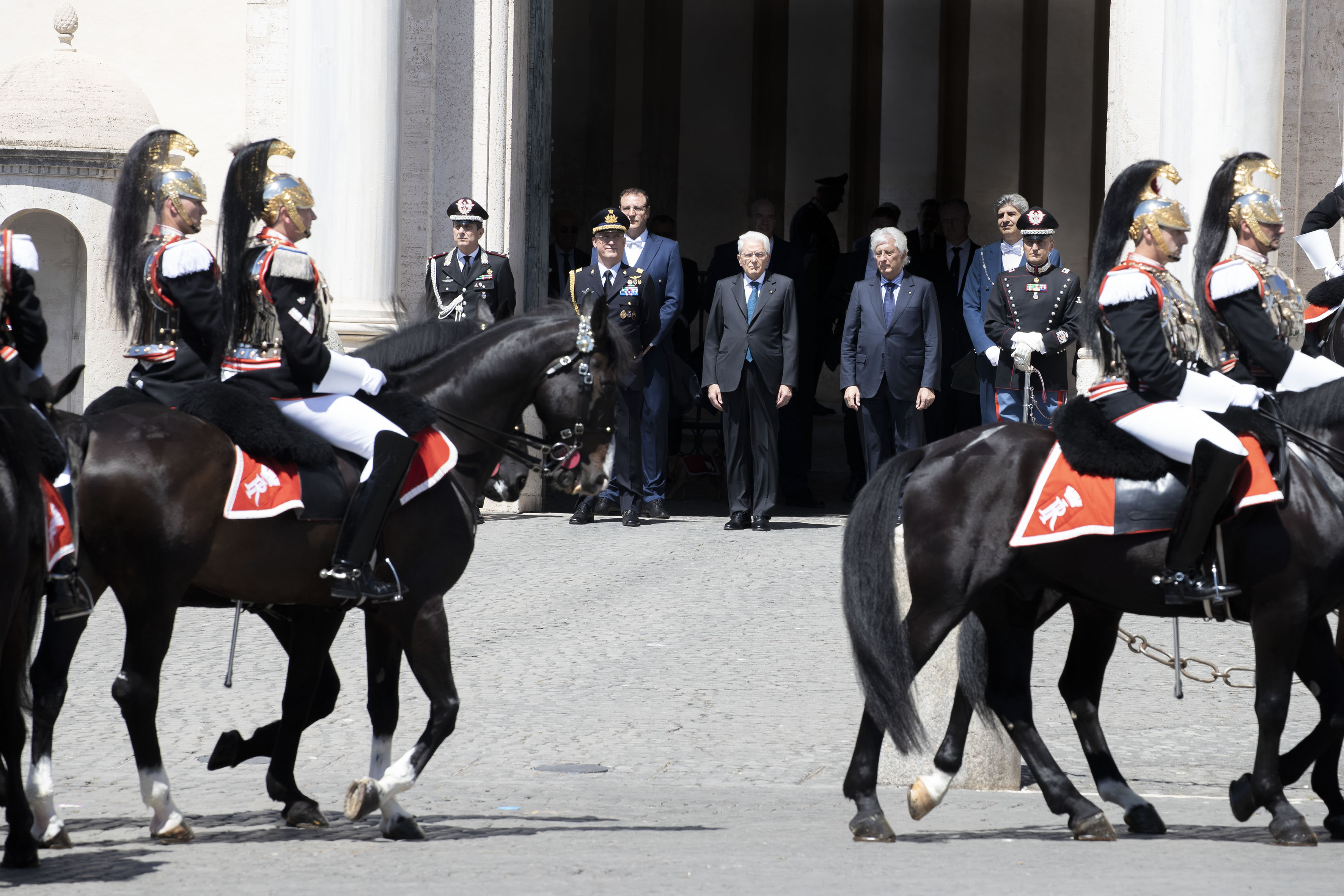
Solenne Cambio della Guardia, 1º giugno 2022

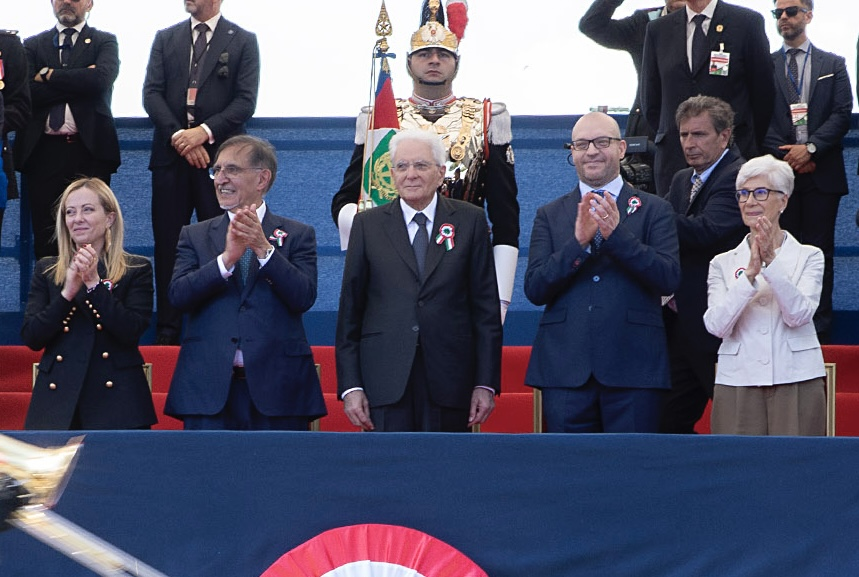
Le massime cariche dello Stato hanno appuntato sulla giacca, durante la parata militare della Festa della Repubblica che si celebra ogni 2 giugno, una coccarda italiana tricolore.

Nel giorno precedente alla festa (1º giugno), presso il Palazzo del Quirinale, viene effettuato in forma solenne il Cambio della Guardia con il Reggimento corazzieri e la fanfara del 4º Reggimento carabinieri a cavallo in alta uniforme. Questo rito solenne viene svolto solamente in altre due occasioni: durante le celebrazioni della Festa del Tricolore (7 gennaio) e della Giornata dell'Unità Nazionale e delle Forze Armate (4 novembre).
Il cerimoniale ufficiale della celebrazione di Roma prevede l'alzabandiera solenne all'Altare della Patria e l'omaggio al Milite Ignoto con la deposizione di una corona d'alloro da parte del Presidente della Repubblica alla presenza delle massime cariche dello Stato, ovvero del Presidente del Senato, del Presidente della Camera, del Presidente del Consiglio dei ministri, del Presidente della Corte costituzionale, del Ministro della difesa e del Capo di stato maggiore della difesa. Dopo l'esecuzione dell'Inno di Mameli, le Frecce Tricolori attraversano i cieli di Roma.
In seguito il Presidente della Repubblica si reca in via di San Gregorio con la Lancia Flaminia presidenziale scortato da una pattuglia di Corazzieri in motocicletta dove, insieme con il Comandante militare della Capitale, passa in rassegna i reparti schierati. Il Capo dello Stato si trasferisce quindi nella tribuna presidenziale approntata in via dei Fori Imperiali, da cui assiste alla sfilata assieme alle massime cariche dello Stato. I militari sfilanti rendono onore al Presidente della Repubblica, chinando le insegne mentre passano dinanzi alla tribuna presidenziale. È tradizione, per le massime cariche dello Stato, avere appuntata sulla giacca, durante tutta la cerimonia, una coccarda italiana tricolore.
La cerimonia si conclude nel pomeriggio con l'apertura al pubblico dei giardini del Palazzo del Quirinale e con esecuzioni musicali da parte dei complessi bandistici dell'Esercito Italiano, della Marina Militare, dell'Aeronautica Militare, dell'Arma dei Carabinieri, della Polizia di Stato, del  Corpo della Guardia di Finanza, della Polizia Penitenziaria, del Corpo Forestale dello Stato e del Corpo Nazionale dei Vigili del Fuoco.
Cerimonie ufficiali si tengono su tutto il territorio nazionale. Fra esse ci sono i tradizionali ricevimenti organizzati da ogni prefettura per le autorità locali, che sono preceduti da manifestazioni pubbliche solenni con parate militari in forma ridotta che sono passate in rassegna dal prefetto nella sua veste di più alta autorità governativa in provincia. Cerimonie analoghe sono organizzate anche dalle Regioni e dai Comuni.
In tutto il mondo le ambasciate italiane organizzano cerimonie a cui sono invitati i Capi di Stato del Paese ospitante. Da tutto il mondo al Presidente della Repubblica Italiana giungono gli auguri degli altri Capi di Stato.

## Parata militare

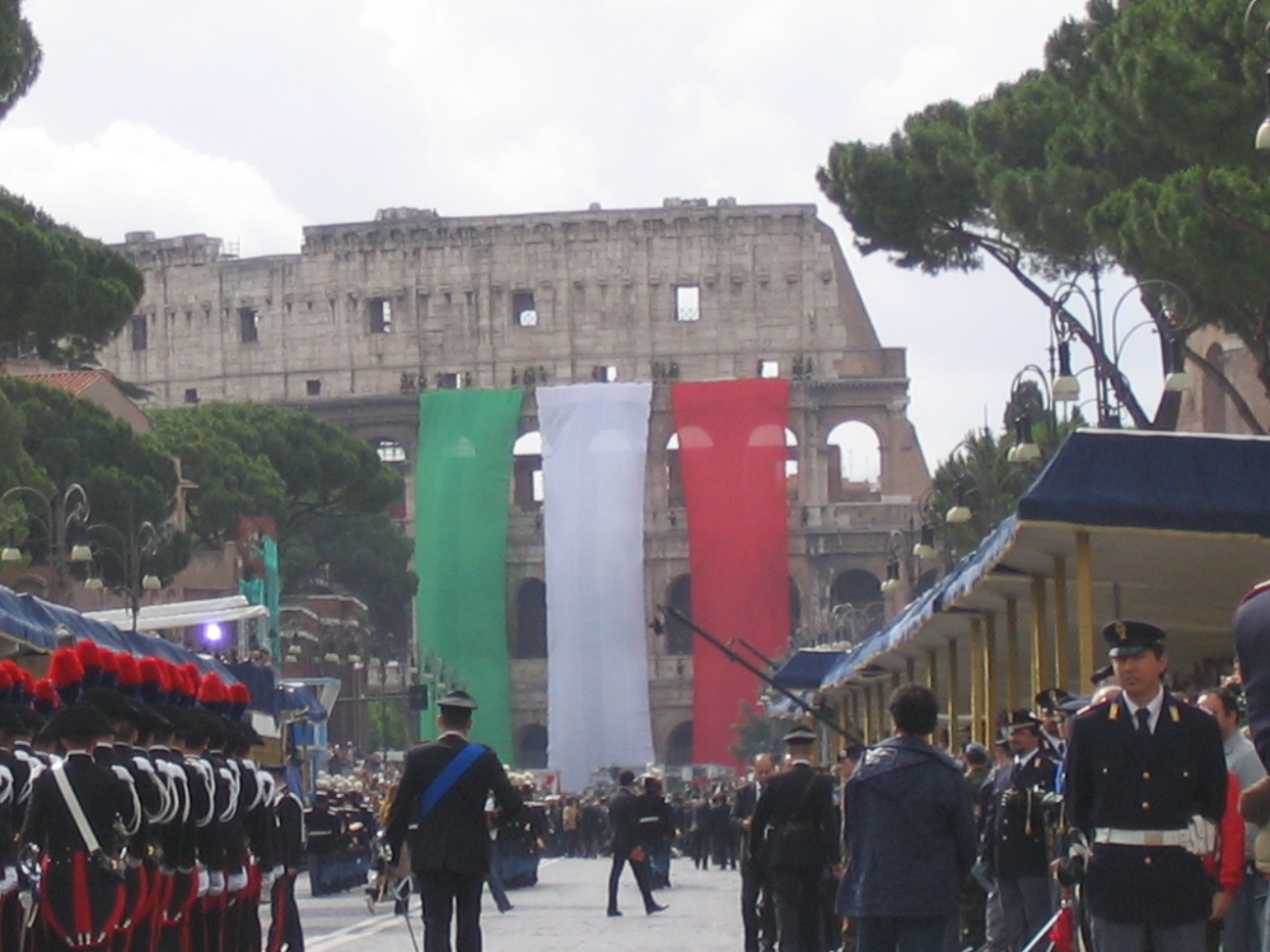
Parata militare nel 2010

Alla parata militare prendono parte tutte le forze armate e le forze di polizia italiane, così come il Corpo nazionale dei vigili del fuoco, la Protezione Civile e la Croce Rossa Italiana.

### Storia

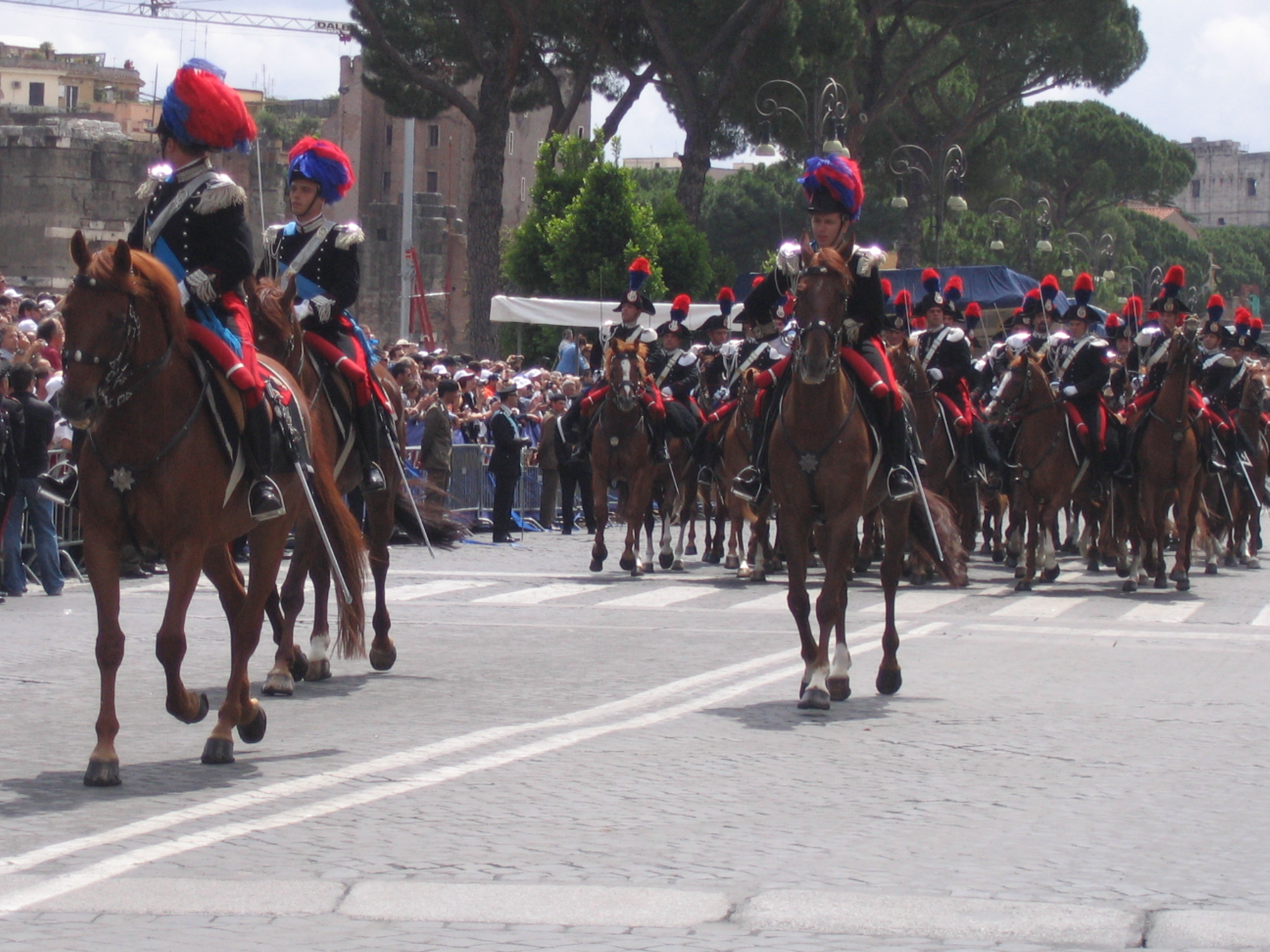
4º Reggimento carabinieri a cavallo, 2 giugno 2007

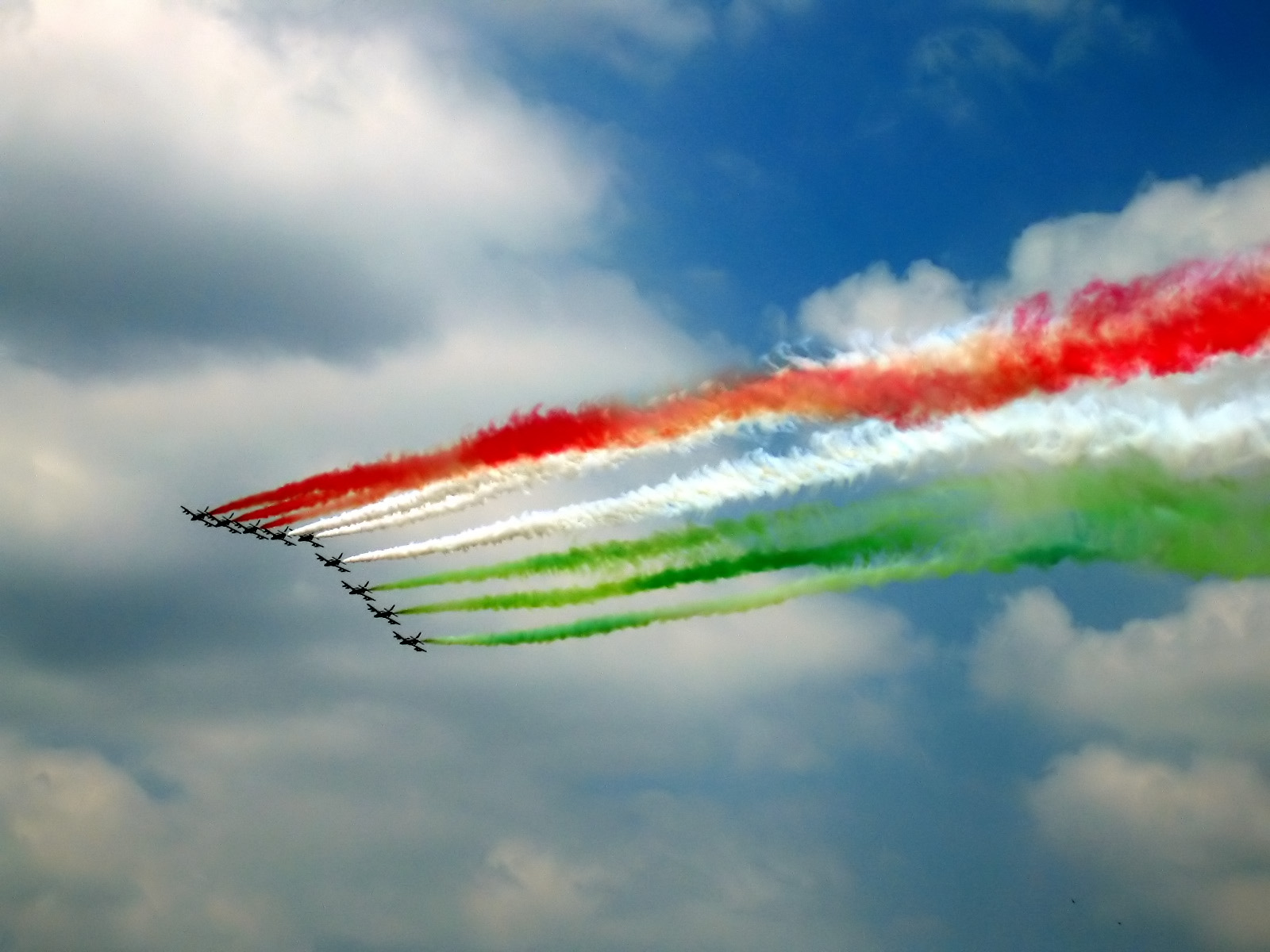
Le Frecce Tricolori durante la parata militare del 2 giugno 2006

La parata militare fu inserita per la prima volta nel protocollo delle celebrazioni ufficiali nel 1950.
Nel 1976 la parata militare non venne organizzata in seguito al disastroso terremoto del Friuli. Il comunicato ufficiale del Ministero della difesa spiegò così la decisione:
 L'anno successivo, nel 1977, in piena austerity, venne deciso di non riprendere la tradizionale sfilata militare per non gravare ulteriori spese sul bilancio statale. Questa decisione fu ribadita anche negli anni successivi. Al posto della parata militare era organizzata una manifestazione in piazza Venezia a cui prendevano parte rappresentanze delle forze armate italiane.
La parata militare venne reinserita nel cerimoniale ufficiale della celebrazione principale di Roma nel 1983; in quell'anno la Festa della Repubblica fu organizzata la prima domenica di giugno, che fu il 5, tra l'Aventino e Porta San Paolo per commemorare la tentata difesa di Roma durante la seconda guerra mondiale. L'anno successivo, nel 1984, la parata tornò in via dei Fori Imperiali, mentre nel 1985 si svolse tra via dei Cerchi e le Terme di Caracalla. Nel 1989 la parata fu nuovamente eliminata; in sua sostituzione fu organizzata una mostra storica a Piazza di Siena a Roma. Fino al 1999 la celebrazione della Festa della Repubblica si limitò esclusivamente alla cerimonia all'Altare della Patria.
La parata tornò definitivamente nel cerimoniale nel 2000 su iniziativa dell'allora Presidente della Repubblica Carlo Azeglio Ciampi. Nel 2004 Ciampi volle che sfilassero nella parata anche il Corpo di polizia locale di Roma Capitale, in rappresentanza di tutte le Polizie locali d'Italia, e il personale della Protezione Civile.
Dalla sua istituzione sino alla sua prima temporanea abolizione, la parata militare poteva contare sulla sfilata di un numero maggiore di persone. Dopo la sua reintroduzione l'organico fu ridotto notevolmente e nel 2006 venne fortemente contenuta la presenza di mezzi terrestri e aerei per ragioni di bilancio.
Nel 2011, in occasione del 150º anniversario dell'Unità d'Italia, sfilò anche il Tricolore di Oliosi. La storica bandiera, che sfilò su un affusto di cannone, risale alla terza guerra d'indipendenza italiana (1866) e venne eroicamente salvata a Oliosi, oggi frazione del comune di Castelnuovo del Garda, dalla cattura delle truppe austriache durante la battaglia di Custoza.
Nel 2012 la parata del 2 giugno venne dedicata alle persone colpite dal terremoto dell'Emilia, verificatosi appena 12 giorni prima. In quell'occasione, da più parti, ne fu chiesto l'annullamento. Per rispetto alle vittime la parata si svolse quindi secondo un programma ridotto, senza cavalli (tanto che i Corazzieri sfilarono appiedati) e veicoli e senza il tradizionale sorvolo delle Frecce Tricolori.

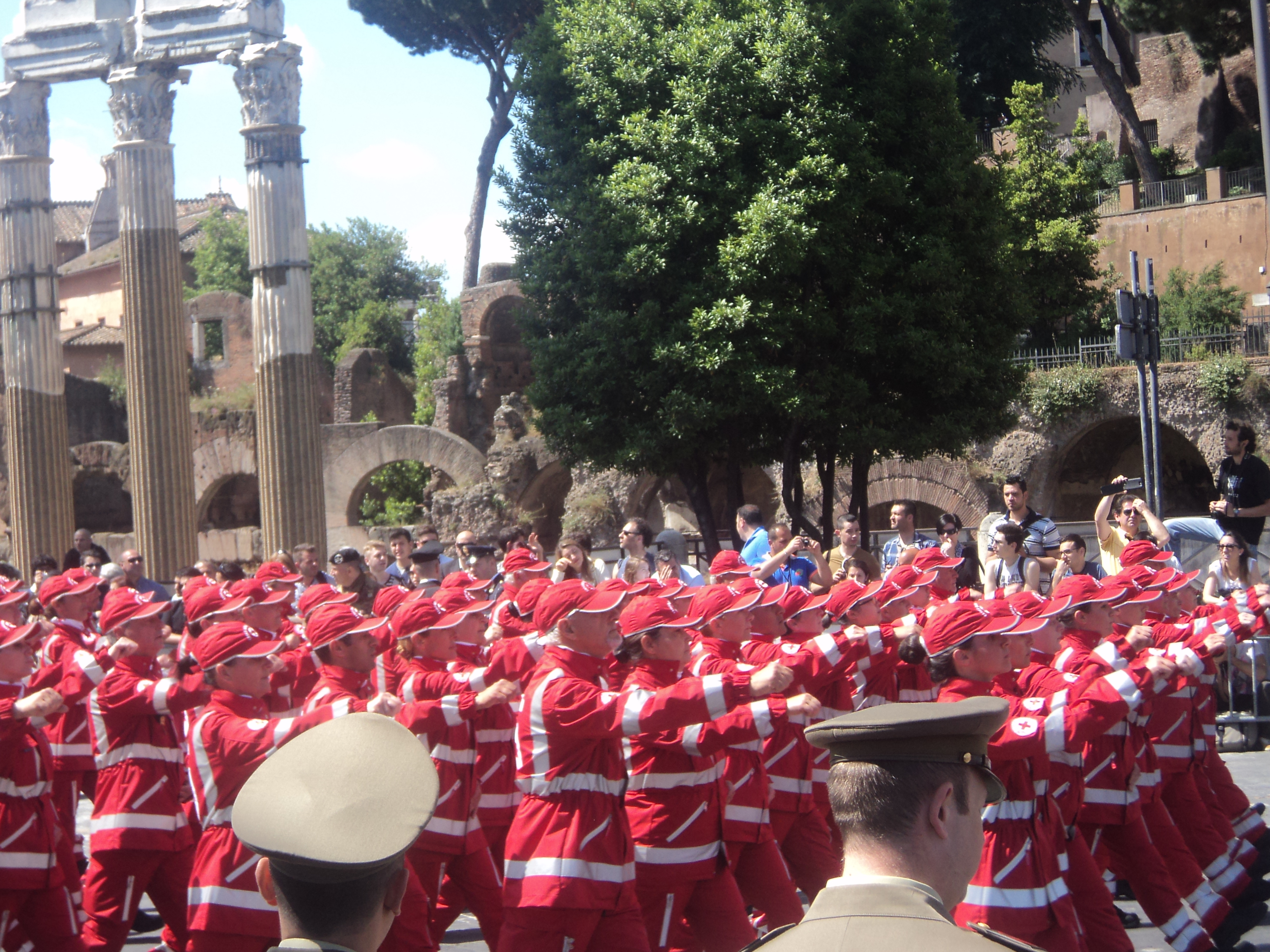
Croce Rossa, 2 giugno 2013

Queste riduzioni furono confermate nel 2013, in piena grande recessione; nello stesso anno il Presidente della Repubblica Giorgio Napolitano sospese il ricevimento cerimoniale in segno di solidarietà verso i meno abbienti. Le Frecce tricolori e i Corazzieri a cavallo tornarono a partire dall'edizione 2014, mentre il ricevimento fu ripristinato dal Presidente della Repubblica Sergio Mattarella a partire dal 2015.
Alla parata militare prendono parte anche alcune delegazioni militari dell'ONU, della NATO, dell'Unione europea e rappresentanze di reparti multinazionali che presentano una componente italiana.
Nel 2018 per la prima volta un paracadutista dell'Esercito Italiano è atterrato davanti alla tribuna presidenziale dopo aver sorvolato via dei Fori Imperiali dispiegando in volo un tricolore di 400 m².
Negli anni 2020 e 2021 la parata militare non si è svolta a causa della pandemia di COVID-19, per poi riprendere dal 2022.

### Tematiche
A partire dal 2003, in alcuni anni, la parata militare ha avuto una tematica specifica:
- 2003, 57º anniversario: "Le forze armate nel sistema di sicurezza internazionale per il progresso pacifico e democratico dei popoli"
- 2004, 58º anniversario: "Le forze armate per la Patria"
- 2009, 63°anniversario: "La Repubblica e le Sue Forze Armate", la parata fu dedicata ai terremotati dell'Aquila
- 2010, 64º anniversario: "La Repubblica e le sue forze armate impegnate in missioni di pace"
- 2011, 65º anniversario: "150º anniversario dell'Unità d'Italia"
- 2012, 66º anniversario: la parata fu dedicata ai terremotati dell'Emilia
- 2013, 67º anniversario: la parata fu dedicata alla "questione sociale" di famiglie e imprese in difficoltà
- 2014, 68º anniversario: la parata fu dedicata all'avvio del semestre di presidenza italiana del Consiglio europeo
- 2015, 69º anniversario: la parata fu dedicata al centenario della vittoria italiana nella Grande Guerra
- 2016, 70º anniversario: la parata fu dedicata al settantesimo anniversario della nascita della Repubblica Italiana
- 2019, 73º anniversario: "Inclusione"
- 2022, 76º anniversario: "Insieme per la difesa della pace"
- 2023, 77º anniversario: "Italiani: un patrimonio di valori per la Repubblica"
- 2024, 78º anniversario: "Al servizio del Paese"
- 2025, 79° anniversario: "A difesa della Repubblica, al servizio del Paese"